# Dorranai Hassan
Dorranai Hassan (31 de enero de 2000) es una futbolista germano-afgana que juega como portera en la selección nacional femenina de Afganistán y en su actual club, el FC Hertha 03 Zehlendorf. El padre de Hassan se trasladó a Alemania desde Afganistán para estudiar en 1972 y fue en Berlín, donde ella nació y creció.

## Trayectoria profesional
Dorranai Hassan debutó con el club FC Hertha 03 Zehlendorf B el 10 de septiembre de 2016, jugando los 90 minutos completos del partido. Ha estado jugando durante tres temporadas consecutivas para el FC Hertha 03 Zehlendorf B, desde 2016/17 y ha hecho un total de 18 apariciones, jugando un total de 1620 minutos. En la temporada 2016/17, jugó para su club en el 11er Women LL y en la Women Berlín League para la temporada 2017/18 y actualmente, la temporada 2018/19.

### Fútbol nacional
Hizo su debut  en la selección femenina afgana en el Campeonato del Sur de Asia contra los campeonas defensoras de India en Siliguri y fueron derrotadas con un marcador de 5:1. Como la mayoría de las demás jugadoras de fútbol afganas Dorranai Hassan no pudo residir en Afganistán debido a problemas con los talibanes. La historia de la selección afgana es muy joven,  fundada en 2007 y sus primeros éxitos llegaron ese mismo año como ganadora de la liga de Pakistán y en 2012 como semifinalista de la Copa del Sur de Asia. El equipo ocupa el puesto 109 de 115 en el ranking mundial.